# Adrián Nieto
Adrián Nieto (né le 12 novembre 1989 à La Havane, Cuba) est un receveur des Marlins de Miami de la Ligue majeure de baseball.

## Carrière
Adrián Nieto voit le jour à Cuba mais grandit en Floride, aux États-Unis. Son arrière-grand-père est natif d'Espagne et son père possède la nationalité espagnole. Par conséquent, Nieto peut s'aligner avec l'équipe de baseball d'Espagne à la Classique mondiale de baseball 2013.
Nieto est un choix de cinquième ronde des Nationals de Washington au repêchage amateur de juin 2008 mais, toujours joueur de ligues mineures, il est obtenu par les White Sox de Chicago au repêchage de la règle 5 du 12 décembre 2013. Au début de la saison 2011, Nieto est suspendu 50 matchs par les ligues mineures pour usage de stéroïdes anabolisants.
Adrián Nieto fait ses débuts dans le baseball majeur avec les White Sox le 2 avril 2014. Il réussit son premier coup sûr au plus haut niveau le 5 avril suivant, un double aux dépens du lanceur Bruce Chen, des Royals de Kansas City.  En 48 matchs en 2014 pour Chicago, il frappe deux circuits et remet une moyenne au bâton de ,236.
Après une saison 2015 passée avec un club-école des White Sox, il signe un contrat avec les Marlins de Miami le 2 décembre 2015.